# Поромбка (гміна)
Гміна Поромбка (пол. Gmina Porąbka) — сільська гміна у південній Польщі. Належить до Бельського повіту Сілезького воєводства.
Станом на 31 грудня 2011 у гміні проживало 15333 особи.

## Територія
Згідно з даними за 2007 рік площа гміни становила 64.59 км², у тому числі:
- орні землі: 38.00%
- ліси: 47.00%

Таким чином, площа гміни становить 14.13% площі повіту.

## Населення
Станом на 31 грудня 2011:
| Опис     | Загалом | Загалом | Чоловіки | Чоловіки | Жінки | Жінки |
| -------- | ------- | ------- | -------- | -------- | ----- | ----- |
| одиниця  | осіб    | %       | осіб     | %        | осіб  | %     |
| все      | 15333   | 100     | 7530     | 49.11    | 7803  | 50.89 |
| міське   | 0       | 100     | 0        |          | 0     |       |
| сільське | 15333   | 100     | 7530     | 49.11    | 7803  | 50.89 |

## Сусідні гміни
Гміна Поромбка межує з такими гмінами: Андрихув, Кенти, Кози, Ленкавиця, Черніхув.